# 牛稠子 (彰化縣埤頭鄉)
牛稠子，原寫為牛稠仔，是臺灣彰化縣埤頭鄉的一個傳統地域名稱，位於該鄉中部偏東地帶。相較於今日行政區，其範圍大致為芙朝村東半部。

## 歷史
台灣清治末期至日治初期，牛稠子地區為一街庄，稱為「牛稠仔庄」，隸屬於東螺西堡。該庄北與埤頭庄為鄰，東北及東與番仔埔庄為鄰，南邊為新庄仔庄，西南邊一小段與斗六甲庄為界，西邊為三塊厝庄，西北邊為連交厝庄。
1901年（日治明治三十四年）11月，全台廢縣廳改設二十廳，該庄隸屬於彰化廳。1903年（明治三十六年）6月，該庄編入「小埔心區」，隸屬於彰化廳。1909年（明治四十二年）10月，合併二十廳為十二廳，小埔心區改隸屬於臺中廳。1920年（大正九年），廢廳、支廳、區、街庄（舊制）改設州、郡、街庄（新制）、大字，該庄改制並雅化為「牛稠子」大字，隸屬於臺中州北斗郡埤頭庄。
戰後埤頭庄改制為埤頭鄉，隸屬於臺中縣，大字亦改制為村。1950年10月，中、彰、投分治，埤頭鄉改隸屬彰化縣。

## 聚落
本地區發展較早的聚落為位於中部偏南的主聚落牛稠仔（芙朝），在日治期初期的官方地圖上已有記載。

## 交通
國道1號又稱「中山高速公路」，是貫穿台灣西部的兩條縱向高速公路之一，大致以北北東—南南西走向蜿蜒經過牛稠子東部邊界外不遠處。北斗交流道即在東郊，可與北側的縣道150號以引道相連，並與南側的鄉道彰183線、縣道152號、省道台1線以溪州連絡道相連。由此可快速前往國道1號沿線各地。
縣道150號（斗苑東路）是芳苑至南投的道路，大致以西北西—東南東走向經過本地區北部邊界外不遠處。由該道路向西北西可前往埤頭市區、二林、芳苑並止於省道台17線舊線路口，向東南東轉東南經國道1號北斗交流道兩側引道路口可前往北斗、田中、名間西北部、南投並止於省道台3線、台14乙線路口。
鄉道彰182線（文化路）是芙朝口至七星的道路，其西側端點位於牛稠仔聚落中部偏西南的鄉道彰185線路口。由此向東微南至鄉道彰183線西側（和平路）路口續行與其共線，至鄉道彰183線東側（芙朝路）路口續向前獨行，至近本地區東部邊界地帶中央偏南處轉東北出境後，立即轉東北東可前往番子埔南部、溪州東北端、溪州與舊眉交界地帶、舊眉北端、北勢寮東南端、西北斗中部偏南並止於鄉道彰101線路口。
鄉道彰183線（和平路、文化路、芙朝路）是連交厝至瓦厝的道路，大致以西北—東南走向由本地區西部邊界地帶中央入境後蜿蜒而行，至牛稠仔聚落經鄉道彰185線起點路口、鄉道彰187線終點路口後，至鄉道彰182線路口轉東微南與其共線，至芙朝路路口轉南微西獨行，出聚落後不遠處出境。由該道路向西北可前往三塊厝與連交厝交界地帶、連交厝並止於鄉道彰152線路口，向南微西轉南南東可前往新庄子、國道1號高架橋下及其兩側之北斗交流道溪州連絡道路口、新庄子與溪州交界地帶並止於縣道152號路口。
鄉道彰185線（嘉興路）是芙朝至路口厝的道路，其北側端點位於牛稠仔聚落中部偏西的鄉道彰183線路口。由此向南南西經鄉道彰182線起點路口後出聚落，過莿仔埤圳橋梁後轉西北西繞彎道轉西南至本地區西部邊界地帶南側，轉南南西沿邊界行一段路後出境，可前往三塊厝與斗六甲、斗六甲、斗六甲與路口厝交界地帶、路口厝並止於縣道152號路口。
鄉道彰187線（芙朝路）是埤頭村至芙朝的道路，其南側端點位於牛稠仔聚落中部的鄉道彰183線路口。由此向東北蜿蜒而行，出聚落後轉北至本地區東部邊界北段後沿邊界續行，出境後轉東北再轉北微西可前往埤頭南部並止於縣道150號路口。

## 學校
- 芙朝國小